# José Rivera Ramírez
José Rivera Ramírez (Toledo, España, 17 de diciembre de 1925 - 25 de marzo de 1991) fue un sacerdote secular de la diócesis de Toledo en España, conocido por su actividad en favor de los necesitados, su dedicación a la formación sacerdotal y su labor como maestro espiritual. Declarado Venerable por la Iglesia Católica.

## Biografía
Nació en Toledo el 17 de diciembre de 1925. Fue el más pequeño de cuatro hermanos: Carmen (4 de enero de 1915), Antonio (27 de febrero de 1916) y Ana María (3 de mayo de 1923). Creció en una familia católica, conocida por el testimonio del hijo mayor Antonio, "el Ángel del Alcázar", fallecido el 20 de noviembre de 1936.

### En la casa paterna
A través de su hermano Antonio y de su hermana Carmelina, desde muy joven entró en contacto con los mejores sacerdotes de su entorno y con el ambiente de la Acción Católica, especialmente con Manuel Aparici de quien don José afirma en su diario, describiendo la impresión que le dejaba charlar con él: "...ese indefinible deslumbramiento que yo sentía a mis 14 años escuchando Aparici hablar de Cristo... ese como presentimiento y pregusto de una amistad en plenitud saciativa... o el mismo sentimiento de algo diverso... esa como oscura adivinación de la existencia hasta ahora no conocida de otra vida, de otro amor... que veo se produce muchas veces en las gentes que hablan por primera vez conmigo es a mi juicio el flechazo de Cristo que enamora el alma" (Estudios 13-V-1967)
De carácter combativo, estuvo vinculado al Requeté durante su juventud.

### De la universidad al Seminario
Siendo estudiante de literatura en la Universidad Complutense de Madrid, en 1943, decide entrar en el seminario, un fragmento de su diario revela aquella decisión madurada: "Me recuerdo -yo, tan casi nada dado a los recuerdos- paseando por la sala que era comedor, y meditando, a mis 17 años, acerca de lo porvenir. ¿Qué deseo? me interrogaba; ¿qué me hace feliz? Y la respuesta que me venía, con toda certeza, sin mezcla de inseguridad, de duda alguna, ni vacilaciones de la voluntad, aunque con previsión de futuros malos ratos, era obvia: Cristo. Yo, me decía, necesito conocer amorosamente la realidad; amar con certeza la realidad personal. Y tal realidad no podía ser otra que Cristo: la Sabiduría y el Amor encarnado. A a la verdad me ha salido redondo..." (Diario 14-VI-1988, CP f 3954)
La razón determinada de aquella decisión la comenta así: "Tratas con los chicos y al final tienes que buscar un sacerdote para confesarlos. ¿Porqué no ser sacerdote y de esta manera remata uno la tarea completa?".

### En el seminario
Estudia Humanidades y Filosofía (1943-48), teología en Salamanca (1948-53). Indicando así en una carta: "De mí no hay mucho que hablar; en conjunto con el estudio del 1.er curso de Teología se me han ensanchado los horizontes y comienzo a vislumbrar cuáles pueden ser los fundamentos de muchas ideas que hasta ahora fueron solo sentido, nacido de la oración"
Y comenta su experiencia académica así: "Yo no podía estudiar teología sin experimentar cambios en mi vida personal"... "no podía estudiar Trinidad sin crecer en la conciencia de la presencia de las personas divinas, no podía estudiar Cristología sin un entusiasmo creciente por Jesucristo, no podía estudiar Eucaristía sin crecer en actitud adorante del misterio para convertirse en ofrenda permanente".
Fue ordenado sacerdote en Toledo el 4-IV-1953. Nombrado coadjutor en la parroquia de Santo Tomé(1953-1955) y ecónomo de Totanés -Toledo- (1955-1956).

### Vida parroquial
Se cuenta de cómo llamó a un hombre muy enemigo de la fe y que había perseguido a la Iglesia: "Nosotros le dijimos que tuviese cuidado, que era mejor dejarlo, que era un hombre que había hecho mucho mal y que se iba a buscar un disgusto. D. José insistió en que avisásemos a aquel hombre. Nada más hablar con él, quedó apuntado para el siguiente Cursillo de Cristiandad. Después fue D. José con Ernesto a la clausura del Cursillo para recogerlo. Volvió cambiado por completo. Se nos hacía un nudo en la garganta al verlo en la iglesia, confesando y comulgando. En una ocasión se lo comentamos a D. José y él nos dijo simplemente que llevaba bastante tiempo rezando y haciendo sacrificios por la conversión del este hombre. Comprendimos por qué D. José estaba tan seguro cuando nos encargó que le avisásemos para hablar con él. Después, cada vez que nos decía que le avisásemos a alguien para hablar con él, decíamos entre nosotros: ´a otro que se carga´.

### Formador en el seminario Hispano
En octubre de 1956 debe dejar Totanés con claros síntomas de agotamiento. Tras unos meses de descanso, en la primavera de 1957 es destinado como director espiritual al seminario de Salamanca, primero en el colegio de Santiago (ahora conocido como El Salvador) y posteriormente en el colegio "Hispano", después llamado "Guadalupe". A sus 31 años comienza ya la faceta de director espiritual, un testigo de esta época indica de Rivera: "Tenía una personalidad humana impresionante, riquísima, densa, madura, muy equilibrada, firme, apasionada, afectiva, armónica e integrada al summum en su aspecto humano y espiritual. Con gran coherencia entre lo que pensaba, decía y hacía. Con gran vitalidad, no perdía un minuto, aunque parecía que tenía tiempo para todo. Muy inteligente, dotado de una gran memoria y con un alto sentido del humor, sobre sí mismo, lo que se le decía y sobre los acontecimientos y situaciones que vivía. Con un respeto único frente a los que acudíamos a él, escuchaba con paciencia y sin prisa, inspiraba una gran confianza, cosa que facilitaba el diálogo y la confidencia. Era tranquilo, sosegado, benévolo, indulgente y flexible. Nunca fue directivo, controlador, ni imponía nada, sí animaba mucho."
El actual rector del seminario comentará los frutos de su trabajo con estas palabras: "El ambiente espiritual del seminario cambió radicalmente con su presencia".
Un nuevo periodo de agotamiento le obliga a abandonar Salamanca. Dos años pasó Don José en retiro espiritual acogido por los Hermanos de San Juan de Dios, luego de lo cual volverá a Toledo, donde en 1968 al 69 inauguró el primer curso dedicado a la espiritualidad con un puñado de alumnos del seminario.
Posteriormente será llamado por Don Anastacio Granados al seminario de Palencia y desde 1970 hasta 1975 volverá a la labor de la dirección espiritual en aquella localidad.

### Dirección espiritual en el seminario de Toledo
Reclamado por don Marcelo González Martín, en 1975 regresa a Toledo para colaborar en la reconstrucción espiritual del seminario de Toledo. Para el año de 1977 había construido ya un nuevo ambiente espiritual dedicando cotidianamente una hora de atención a cada alumno, con 18 años de experiencia en la dirección de almas este ministerio ofrecerá para la diócesis abundantes frutos.
Durante aquellos años comienza una abundante labor pastoral, no solo con los seminaristas, también con religiosas y seglares: dirección espiritual, predicaciones, retiros, ejercicios... le hace viajar con frecuencia por toda España. En 1978 viaja a México a dar ejercicios a un grupo de seminaristas.

### Seminario de Santa Leocadia
En 1983 se inaugura el Centro Santa Leocadia, para la formación sacerdotal de seminaristas adultos, que en 1985 se constituye en Seminario de Vocaciones Tardías. Don José Rivera es el alma de esta institución, en la que desempeña la función de director espiritual. En esa etapa se va desposeyendo de todos sus bienes materiales y intensifica su visión de la urgencia de un renovado espíritu de conversión y de santidad en la Iglesia. También incrementa su generosidad hacia los pobres, especialmente su atención a los gitanos, que le ocasionará algunos problemas, no solo con los mismos pobres, entre los que algunos le exigían mucho más de lo que podía dar, sino también con compañeros y superiores. Algunos lo consideraron loco, como un viejo que había perdido la cabeza.
El 25 de marzo de 1991, tras varios días hospitalizado por un infarto, fallece a los 65 años de edad. Su muerte impacta fuertemente en la ciudad de Toledo, gitanos y seminaristas portan el féretro en su entierro, muchos de los que le tuvieron por loco empiezan a considerarlo un santo.

### Proceso de beatificación
Por iniciativa del arzobispo de Toledo, Francisco Álvarez Martínez, se inició su proceso de canonización el 21 de noviembre de 1998, cuya fase diocesana fue clausurada el 21 de octubre de 2000. El 30 de septiembre de 2015, José Rivera fue declarado venerable por la Iglesia Católica.

## Obras
Publicó en vida la "Síntesis de Espiritualidad Católica" en editorial Gratis Date pero escribió más de 7 mil folios que se han ido publicando de manera póstuma y algunos de ellos son accesibles en la página de la fundación que lleva su nombre, otros se han ido publicando a instancias de la Fundación José Rivera. Sus escritos no publicados comprenden su Diario, Cartas y Cuadernos de estudio. Adicionalmente se conservan un gran número de charlas y predicaciones con su voz grabada.
- "Síntesis de Espiritualidad Católica". José Rivera y José María Iraburu, Gratis Date.
- "El hechizo de la misericordia. Predicaciones sobre la misericordia". José Rivera. Ediciones Trébedes.
- "La urgencia de ser santos. Ejercicios espirituales a sacerdotes". José Rivera. Ediciones Trébedes.
- "En mi principio está mi fin. Cuadernos de estudio sobre el teatro y la poesía de T.S. Eliot". José Rivera. Ediciones Trébedes.
- "Ecos del misterio. Cuadernos de estudio sobre estética literaria". José Rivera. Ediciones Trébedes.